# Georg Ponschab
Georg Ponschab (* 4. April 1823 in Ingolstadt; † 29. Dezember 1890 ebenda) war Bierbrauer, Landwirt und Mitglied des Deutschen Reichstags.

## Leben
Ponschab war Landwirt und Besitzer der Brauerei Zum Bräu am Berg in Ingolstadt. Ab 1862 war er Vorstand der Baumannschaft Ingolstadt. Zwischen 1873 und 1878 war er Magistratsrat und von 1878 bis 1890 Vorstand des Gemeindekollegiums Ingolstadt.
Von November 1887 bis 1890 war er Mitglied des Deutschen Reichstags für den Wahlkreis Oberbayern 4 (Ingolstadt) und die Deutsche Zentrumspartei. Ab 1869 war er Mitglied der Bayerischen Kammer der Abgeordneten, dieses Mandat endete mit seinem Tode.